# 东巩镇
东巩镇，是中华人民共和国湖北省襄阳市南漳县下辖的一个乡镇级行政单位。

## 行政区划
东巩镇下辖以下地区：
王家畈村、大道村、铁家垭村、祝家湾村、昌集村、雨淋台村、盘龙村、苍坪村、口泉村、桂竹园村、店子河村、上泉坪村、陆坪村、杜家坪村、双坪村、碑垭村、石佛寺村、水坑村、莲花池村、石峡坪村、信家沟村和太坪村。